# Dorbozy
Dorbozy is een plaats in het Poolse district  Biłgorajski, woiwodschap Lublin. De plaats maakt deel uit van de gemeente Obsza en telt 198 inwoners.